# Alfons Mucha
Alphonse Maria Mucha (født 24. juli 1860, død 14. juli 1939 i Prag) var en tjekkisk maler, plakatkunstner og kunsthåndværker. Han var søn af en retsbetjent og medvirkede til oprettelsen af den første tjekkisksprogede frimurerloge. Han blev stormester i den tjekkoslovakiske storloge og øverste storkommandør i Tjekkoslovakiet. 

## Historie
Han startede som autodidakt, men blev uddannet på akademiet i Prag. Senere blev han uddannet i Wien og fra 1885-1887 studerede han på Kunstakademiet i München. Derefter drog han til Paris, hvor han en tid delte atelier med Paul Gauguin. Fra 1894 skabte han en række plakater med den franske skuespillerinde Sarah Bernhardt. 
Efter første verdenskrig deltog han aktivt i oprettelsen af den nye tjekkoslovakiske stat og designede blandt andet de første frimærker og pengesedler.
Alfons Mucha er blandt de bedst kendte kunstnere inden for Art Nouveau/Jugendstil.
Han ligger begravet på Vyšehrad-kirkegården i Prag.

## Biografi
- 1860 født i Ivančice i det sydlige Mähren den 24 juli.
- 1879 tager til Wien for at arbejde som kulissemaler.
- 1883 blev inviteret af grev Khuen-Belassi til at dekorere hans slot i Emmahof i Østrig.
- 1885 begynder studier på Kunstakademiet i München med støtte fra grev Khuen-Belassi.
- 1887 flytter til Paris for at studere på Académie Julian.
- 1892 illustrerer "Scenés et épisodes de l'histoire d'Allemagne" af Charles Seignobos.
- 1894 laver sin første plakat for Sarah Bernhardt, Gismonda.
- 1896 Muchas første serie af dekorative plakater "Årstiderne" blev trykt.
- 1897 separatudstillinger: på galleri Bodiniére i Paris med 107 udstillede værker og på Salon des Cent med 448 værker.
- 1899 får en bestilling af Østrig-Ungarns regering til Verdensudstillingen i Paris 1900.
- 1900 indleder arbejdet med indretningen af Georges Fouquets juvelerforretning, en af Art Nouveaus fremmeste interiører.
- 1902 udgiver "Documents Décoratifs", en håndbog til formgivere af kunsthåndværk.
- 1905 udgiver "Figures Décoratives".
- 1906 flytter til Amerika, hvor han underviser og på bestilling maler mange olieportrætter.
- 1910 vender tilbage til Prag for at arbejde med vægmalerierne i Obecní dům og at arbejde på "Det slaviske Epos".
- 1911 færdiggør vægmalerierne i Obecní dům, det sidste store interiørdekoration i Art Nouveau stil i Prag.
- 1918 proklameres den selvstændige stat Tjekkoslovakiet. Mucha designer de første frimærker og pengesedler.
- 1921 succesrig udstilling af Muchas arbejder på Brooklyn Museum i New York.
- 1928 den færdige cyklus "Det slaviske Epos" overdrages til det tjekkiske folk og byen Prag.
- 1931 får til opgave at udføre at glasmaleri til Sankt Veit domkirken i Prag.
- 1939 dør i Prag den 14. juli og bliver begravet på Vyšehrad-kirkegården.

## Værker
- Teaterplakat Gismonda (1894).
- Teaterplakat Kameliadamen (La Dame aux Camelias) (1896).
- Teaterplakat Lorenzaccio (1896).
- Huskalender for Biscuits Lefevre-Utile (1897).
- Teaterplakat Medea (Medee) (1898).
- Teaterplakat La Samaritaine (1897).
- To reklameplakater for cigaretpapirmærket Job (1896 og 1898).
- Teaterplakat Toska (La Tosca) (1899).
- Teaterplakat Hamlet (Tragique Histoire d'Hamlet – Prince de Danemark) (1899).
- Plakat Zodiac (Dyrekredsen)(1896).
- Plakater, låg og etiketter til kiksedåser for kiksefabrik Lefevre Utile i Nantes (1899).
- Smykker og interiør til juveleren Georges Fouquets forretning i Paris (1900-1901).
- Udsmykningen af Bosnien-Hercegovinas pavillon ved Verdensudstillingen i Paris (1900).
- Vægmalerierne og dekorationerne til Obecní dům i Prag (1910-1911).
- Formgivning af de første tjekkoslovakiske frimærker og pengesedler (1918).
- Blyglasvindue i Sankt Veit domkirken i Prag (1931).
- Tyve monumentale malerier "Det slaviske Epos" (1910-1928).